# Manjak enzima glukoza-6-fosfat dehidrogenaze
Manjak enzima glukoza-6 fosfat dehidrogenaze je nasljedni poremećaj metabolizma eritrocita.
Hemolitička anemija zbog deficita G-6-PDH je primjer bolesti za čiji je razvoj osim genetske podloge potreban i utjecaj okoline.

## Definicija
Deficit G-6-PDH predstavlja enzimopatiju koja prvenstveno pogađa eritrocite te im smanjuje 
mogućnost da se sami brane od štetna djelovanja oksidanasa te se razvija slika hemolitičke anemije.

## Genetska podloga
Gen za G-6-PDH nalazi se na X kromosomu, a taj lokus pokazuje znatan polimorfizam. 
Poznato je da postoji više od 250 genetskih uvjetovanih inačica nedostataka G-6-PDH. Budući da 
je taj gen lokaliziran na X kromosomu, u muškaraca se javlja nedostatak enzima u svim 
eritrocitima, dok heterozigotne žene imaju dvije populacije eritrocita – jednu s normalnom 
enzimatskom aktivnošću, a drugu s nedostatkom G6PD. U većine drugih stanica G-6-PDH određuje 
drugi gen. Prema tome, muškarci su znatno osjetljiviji na oksidativna oštećenja, dok su žene 
najčešće asimptomatski nosioci.

## Vanjski faktori
Sama genska podloga ne dovodi i do manifestacije bolesti. Klinički očitovanje deficita G-6-PDH 
razvija se tek kada eritrociti dođu u kontakt s oksidansima, a to se najčešće događa kada 
eritrociti dođu u kontakt s nekim lijekovima ili toksinima. Najčešći lijekovi koji 
izazivaju manifestnu sliku jesu: antimalarici, sulfonamidi, aspirin (u visokim 
dozama), nesteroidni antiinflamatorni lijekovi, nitrofurantion, fenacetin i drugi. 
Također, česti uzrok hemolize su i zaraze jer fagocitne stanice oslobađaju slobodne 
radikale. 

## Patofiziologija
Patofiziološka zbivanja na molekularnoj razini. U mladim stanicama 
eritrocitopoeze stvara se normalna količina enzima, ali on se raspada 
mnogo brže nego normalno, tako da «stari» eritrociti sadrže progresivno sve manje enzima i 
postaju sve osjetljiviji na djelovanje oksidanasa. Kod smanjene ili izostavljene produkcije 
G-6-PDH dolazi do smanjenja koncentracije reduciranog glutationa pa se eritrociti ne mogu 
braniti od oksidanasa te se raspadaju (hemoliza). Neki od uzročnika stvaranjem vodikova peroksida uzrokuju oksidaciju GSH u GSSG, a kako je regeneracija GSH 
oštećena dolazi do nakupljanja peroksida koji uzrokuje denaturaciju globinskih lanaca zbog oksidacije sulfhidrilnih grupa. Denaturirani hemoglobin se 
taloži i tako nastaju inkluzije – tzv. Heinzova tjelešca. Tako eritrociti gube svoju 
funkciju, a danje oštećenje membrane odvija se u slezeni (groblje eritrocita) gdje 
fagociti nastoje «izvući» inkluzije iz eritrocita. Budući da koštana srž stalno stvara 
nove eritroblaste i mlade stanice, često je usprkos prisutnosti hemolitičkih agenasa 
hemoliza minimalna.

## Klinička slika
Bolest se može očitovati kao akutna hemolitička kriza i kao kronična hemolitička anemija.
- akutna hemolitička kriza – palpitacije (lupanje srca); tahikradija (ubrzana

srčana akcija); dispneja (subjektivan osjećaj nestašice zraka); 
glavobolje; omaglice; smetnje vida; ikterus – žutica 
(javlja zbog povećane koncentracije bilirubina koja nastaje razgradnjom eritrocita, a koju 
jetra ne može konjugirati pa se odlaže u kožu i bjeloočnice)
- kronična hemolitička anemija – blago izraženi simptomi; bljedilo; umor;

malaksalost.

## Dijagnoza
Dijagnoza se postavlja temeljem anamneze i fizikalnog pregleda kojom obuhvaćamo simptome i 
znakove koje pacijent navodi. Biokemijskim laboratorijskim pretragama određujemo koncentraciju 
bilirubina (vrijednosti povišene); laktat-dehidrogenaze 
(vrijednosti povišene) i haptoglobina (snižene vrijednosti). U crvenoj krvnoj slici 
nalazimo smanji broj eritrocita i hemoglobina.
Diferencijalna dijagnoza. Zbog razlučivanja hemolitičke anemije uzrokovane deficitom G-6-PDH 
od ostalih vrsta hemolitčkih anemija određuje se koncentracija enzima G-6-PDH koja je snižena.

## Terapija
Liječenje je simptomatsko i nalaže prekid uzimanja lijeka koji je doveo do manifestacije 
bolesti i u težim stanjima transfuziju. Splenektomija (kirurško odstranjenje slezene) pokazalo je prolazno poboljšanje.
|  | Molimo pročitajte upozorenje o korištenju medicinskih informacija. Ne provodite liječenje bez savjetovanja s liječnikom! |